# Ecoscope
En France, le projet ECOSCOPE est à la fois une plate-forme scientifique, un réseau et une structure d’animation qui rassemble les « observatoires de recherche sur la biodiversité » existant en France. 
Le projet s’articule autour de 4 plateforme scientifique et un réseau de coordination. 
Il promeut un travail plus synergique inter-observatoires et une amélioration de qualité des données environnementales, ainsi que de l'accès aux données. 
Son objectif final est de mieux et plus rapidement « comprendre et anticiper les changements de la biodiversité et des services écosystémiques ».
Selon la Fondation pour la recherche sur la biodiversité, « les données primaires restent organisées à l’échelle des observatoires : c’est à travers l’usage des métadonnées qu’ECOSCOPE favorise les liens entre producteurs et utilisateurs de données pour favoriser les recherches et les analyses conjointes ».

## Statuts
Ecoscope est à la fois un « Système d'Observation et d’Expérimentation sur le long terme pour la Recherche en Environnement » (SOERE) et une Infrastructure de Recherche (IR). 

## Enjeux
Dans le contexte de crise écologique et climatique et face à la grande complexité du Vivant et de ses évolutions, les chercheurs doivent pouvoir s'appuyer sur des dispositifs d'observation solides, durables et complémentaires (ces dispositifs doivent en outre porter sur toutes les composantes vitale et importantes de la biodiversité (« écosystèmes, communautés, populations, espèces, génomes, processus, fonctions, pratiques… »). 
Les observations portent sur des domaines aussi variés que les données taxonomiques, d'occurrences d’espèces, ou encore des informations de nature biomoléculaires, génétique, phénologiques, géophysiques, agronomiques, sylvicoles, benthiques et pélagiques, socioéconomiques, etc..
Pour que ces observations soient exploitables, il faut aussi des systèmes de gestion de la donnée naturaliste et des systèmes d'information qui les recueillent. Enfin, ces bases de données doivent être connues (pour être exploitées, en mode open data ou non). Des systèmes de gestion de bases de données sont également nécessaire pour des ensembles de données qui sont l'une des formes du Big data et qui doivent par exemple être connectées aux données sur le climat et le développement humain, la santé, l'économie.... L'interopérabilité entre ces bases de données est donc aussi un enjeu pour la recherche, à échelle mondiale (la biodiversité ne s'arrête pas aux frontières administratives). 
Ecoscope vise donc à « renforcer, structurer et mieux coordonner ces efforts d’observation de la biodiversité par la recherche, en lien avec les acteurs de la société et en cohérence avec les initiatives européennes et internationales », au bénéfice notamment du Système d’information sur la nature et les paysages (SINP) et de l'Observatoire National de la Biodiversité (ONB) qui rassemble des indicateurs de suivi de la Stratégie nationale pour la biodiversité.

## Histoire du projet
- En 2011, ECOSCOPE reçoit le label « Système d’Observation et d’Expérimentation sur le long terme pour la Recherche en Environnement (SOERE) par l’Alliance nationale de recherche pour l’Environnement (AllEnvi) »
- En 2012, il est reconnu par le ministère de l’Enseignement supérieur et de la Recherche comme « Infrastructure de Recherche » et labellisé « National Biodiversity Observatory Network » par l’organisation internationale GEO.BON.

Ecoscope a développé ou co-développé 
- un panorama (en 2012) de 48 dispositifs et des données recueillies pour dresser le « paysage actuel des observatoires des écosystèmes » ;
- Une base de métadonnées ;
- un portail national visant à augmenter la visibilité des dispositifs pour faciliter l’accès aux jeux de données ;
- produit des cahiers des charges communs et harmonisé certains standards ;
- des ateliers de travail ;
- deux projets « Investissements d'avenir » (CRB-Anim et Océanomics) ;
- une connexion au GBIF ;
- une participation à la Commission des ressources génétiques pour l'alimentation et l'agriculture au sein de la FAO ;
- un volet consacré aux ressources génétiques (domestiques ou sauvages, y compris microbiennes) dit RGscope ;
- un volet participatif dénommé Citoscope, utile quand il faut un grand nombre d'observateurs, par exemple pour mieux observer certaines variations de communautés d’espèces à grandes échelles ou des problèmes de désynchronisations dues au changement climatique[5] ;
- une charte réseau.

## Financement
Il est multiple et provient d'organismes de recherche, du ministère de la recherche, via AllEnvi (Investissements d’Avenir via l’infrastructure nationale en biologie et santé CRB-Anim et le projet Biotechnologies-Bioressources Oceanomics) et de la FRB (moyens humains et de fonctionnement).

## Gouvernance
Elle est assurée par un COPIL (Comité de Pilotage) qui produit les orientations stratégiques du projet ; Ce comité dont la composition est destinée à s'élargir comprenait en 2013 des représentants des organismes de recherche des membres fondateurs et du « point focal GBIF-France ». Un comité d’appui scientifique et technique rassemble en outre des membres et représentants des groupes de travail du projet, des responsables d’observatoires, des experts scientifiques et en exploitation des données. Un Comité scientifique international rassemble des représentants d’initiatives internationales pouvant être liées au projet et des Comités thématiques complémentaires sont possibles.